# Успенка (Волгоградская область)
Успенка — хутор в Нехаевском районе Волгоградской области России, административный центр Успенского сельского поселения.
Население — 415 (2010).

## История
В середине XIX века населённый пункт являлся помещичьей слободой. Слобода Успенская относилась к Хопёрскому округу Земли Войска Донского (с 1870 — Область Войска Донского). В 1859 году в слободе имелось 100 дворов, проживало 220 душ мужского и 232 женского пола.
После крестьянской реформы Успенка стала волостным селом Успенской волости. Согласно переписи 1873 года в слободе проживали 562 мужчины и 585 женщин, в хозяйствах жителей насчитывалось 231 лошадь, 203 пары волов, 516 голов прочего рогатого скота и 1137 голов овец. Согласно переписи населения 1897 года в слободе проживали 711 мужчин и 662 женщины. Большинство населения было неграмотным: грамотных мужчин — 271 (38,1 %), женщин — 32 (4,8 %).
Согласно алфавитному списку населённых мест Области Войска Донского 1915 года в слободе имелись волостное и сельское правления, земельный надел слободы составлял 1360 десятин, проживало 989 мужчин и 881 женщина.
С 1928 года — в составе Нехаевского района Хопёрского округа (упразднён в 1930 году) Нижне-Волжского края (с 1934 года — Сталинградского края). Хутор являлся центром Успенского сельсовета.

## География
Хутор расположен в пределах Калачской возвышенности, относящейся к Восточно-Европейской равнине, на реке Манина, на высоте около 130 метров над уровнем моря. Река Манина протекает в глубокой балке, склоны которой изрезаны балками и оврагами. Почвы — чернозёмы обыкновенные. Почвообразующие породы — глины и суглинки
По автомобильным дорогам расстояние до районного центра станицы Нехаевской — 43 км, до областного центра города Волгограда — 400 км
Климат
Климат умеренный континентальный (согласно классификации климатов Кёппена — Dfb). Среднегодовая температура воздуха положительная и составляет + 6,7 °C. Средняя температура самого холодного января −9,0 °С, самого жаркого месяца июля +21,2 °С. Расчётная многолетняя норма осадков — 490 мм. Наименьшее количество осадков выпадает в феврале (норма осадков — 28 мм), наибольшее количество — в июне (52 мм).
Часовой пояс
Успенка, как и вся Волгоградская область, находится в часовой зоне МСК (московское время). Смещение применяемого времени относительно UTC составляет +3:00.

## Население
Динамика численности населения по годам:
| 1859 | 1873 | 1897 | 1915 | 1989 | 2002 |
| ---- | ---- | ---- | ---- | ---- | ---- |
| 452  | 1147 | 1373 | 1870 | ≈820 | 522  |

| 2010 |
| ---- |
| 415  |

## Известные уроженцы
- Гривенко, Игнат Семёнович (1916-1996)  — советский хозяйственный, государственный и политический деятель, Герой Социалистического Труда.
- Контарев, Иван Ильич (1930—2021) — докер Мурманского морского торгового порта, Герой Социалистического Труда (1966).